# Карающая длань
«Карающая длань» (англ. Red Right Hand) — художественный фильм режиссёров Яна Нелмса и Эшома Нелмса. Главные роли в фильме исполнили Орландо Блум и Энди Макдауэлл.

## Сюжет
Кэш пытается жить добропорядочной жизнью со своим овдовевшим зятем Финни и племянницей Саванной в Аппалачи-Хиллс в округе Одим. Когда местный криминальный босс Квинпин «Биг Кэт» заставляет его вернуться к незаконным делам, чтобы расплатиться с долгами Финни, Кэш использует любые средства — даже убийство, чтобы защитить свой город и единственную семью, которая у него осталась. По мере того как путь становится всё труднее, Кэш оказывается втянутым в кошмар, стирающий границы между добром и злом.

## В ролях
- Орландо Блум — Кэш
- Энди Макдауэлл — Квинпин «Биг Кэт»
- Скотт Хейз — Финни
- Гаррет Диллахант — Уайлдер
- Мо Макрей — помощник шерифа Дюк Паркс
- Брайан Герати — шериф Холлистер
- Чапел Оукс — Саванна
- Кеннет Миллер — Бак
- Николас Логан — Лани

## Производство
Главные роли в фильме исполнили Орландо Блум и Энди Макдауэлл. В апреле 2022 года к актёрскому составу присоединились Скотт Хейз, Гаррет Диллахант, Мо Макрей, Брайан Герати, Чапел Оукс, Кеннет Миллер и Николас Логан.
Съёмки проходили в апреле 2022 года в Кентукки в городах: Кэмпбеллсбург, Шепердсвилль и Нью-Касл.
В мае 2022 года стало известно, что прокатом фильма в США займётся компания Redbox Entertainment.
Премьера фильма в кинотеатрах и на VOD состоялась 23 февраля 2024 года.